# حصن‌آباد پایین
حصن‌آباد پایین، روستایی از توابع بخش یزدان آباد شهرستان زرند در استان کرمان ایران است.

## جمعیت
این روستا در دهستان یزدان آباد قرار دارد و براساس سرشماری مرکز آمار ایران در سال ۱۳۸۵، جمعیت آن ۵۶۲ نفر (۱۳۳خانوار) بوده‌است.